# Opatov (Třebíč)
Opatov é uma comuna checa localizada na região de Vysočina, distrito de Třebíč.